# Вулиця Галшки Гулевичівни (Луцьк)
Вулиця Галшки Гулевичівни — давня Вірменська вулиця Луцька, розташована в історико-культурному заповіднику Старий Луцьк. Починається від вулиці Данила Галицького та майдану Ринок, перетинає Караїмську і виходить до берега річки Стир. На ній розташована пам'ятка архітектури — Вірменська церква. Зародилася в XIV—XV століттях як головна вулиця вірменського кварталу, яка вела від Ринку до вірменського храму.

## Історія
Географічно, ділянка, на якій зараз розташований історико-культурний заповідник, до початку XX століття була островом. Починаючи із VIII століття, від якого дослідники відлічують існування міста, ця територія постійно зростала внаслідок природного осушення місцевості. Однак придатною для життя вона стала значно пізніше. Так, ділянка, де сучасна вулиця бере початок, стала використовуватися як міська із X століття. У 1150 році тут уже були міські укріплення, які пролягали вздовж краю надзаплавної тераси. Але повністю територія, де проходить теперішня вулиця, була освоєна лише у XIII столітті.
В цьому ж столітті в Луцьку могли з'явитися перші вірменські поселення. У XIV столітті вірменська колонія вже була досить чисельною. У посланні католикоса Теодороса ІІ у 1388 році луцька громада згадана на третьому місці після кам'янецької та львівської. Вірмени були досить заможними. Серед місцевих купців на Ринку було багато вірмен. Вони відображали один із міцних торговельних контактів міста — зі Сходом. Забудова вулиці в основному сформувалася у XIV — на початку XV століть.

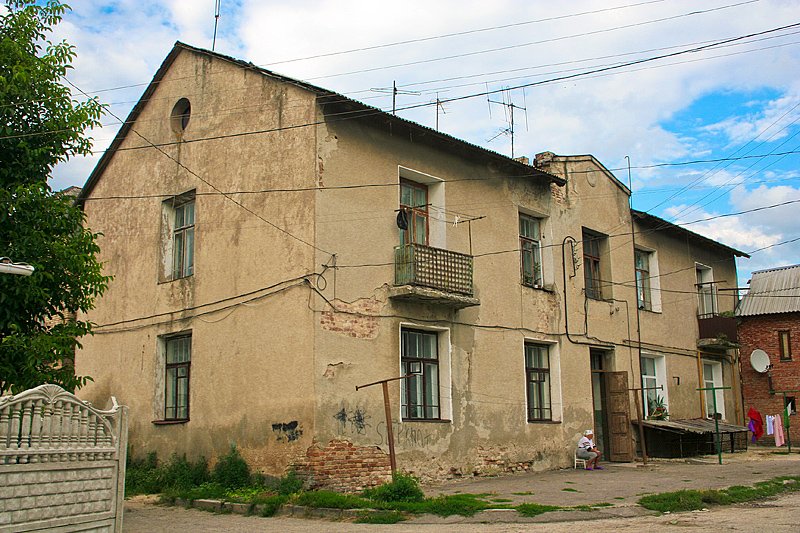
Вірменська церква

У 1427 році у вірменському кварталі на цій вулиці був збудований храм. Однак через те, що в другій половині XV століття відбувся занепад вірменської громади Луцька, а потім її відновлення у XVI столітті, а також через те, що під час відродження був збудований ще один вірменський храм, дослідники поки не встановили, чи сьогоднішня вірменська церква є тією, що будувалася у 1427, чи тією, яка постала у XVI столітті. Поряд з церквою розташовувався цвинтар.
В середині наступного століття поруч із вулицею (на сусідній) була заснована (або існувала ще раніше) плебанія костелу Святого Якуба. Це був один із фарних костелів Луцька.
Із розвитком Луцька у XIII—XV століттях його планувальна структура перейшла до закритого типу європейських міст. Це, окрім іншого, позначалося на оборонних укріпленнях міста. Так, воно було оточене кількома оборонними кільцями мурів. Вулиця ж Вірменська входила до можливого третього кільця оборони середмістя.

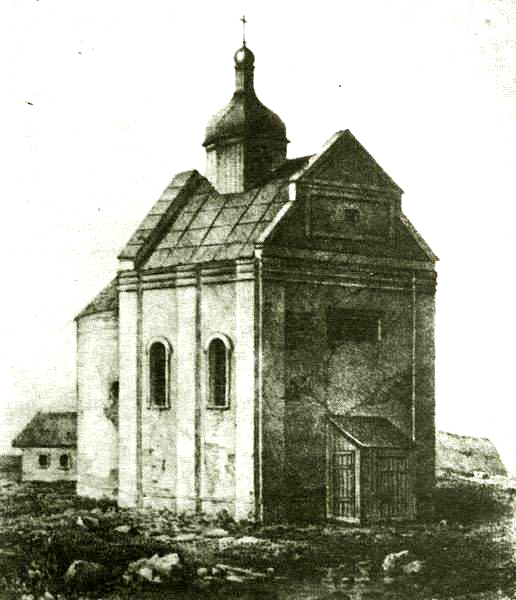
Покровська церква у XIX столітті

У тому місці, де вулиця Вірменська з'єднувалася із майданом Ринок, стояла церква Покрови Пресвятої Богородиці. У 1637 році ця церква була відбудована заново, оскільки попередній храм згорів та був розібраний у 1625 році.
У XVIII столітті вулиця занепадала разом із вірменською громадою Луцька. А вже станом на 1789 рік вулиця була забудована будівлями шляхти невірменського походження. У 1845 році сталася велика пожежа міста, на якій постраждав давній вірменський храм. Згодом він був перетворений на військовий склад. На перетині вулиці із Боніфратською (тепер Караїмська) знаходився хлібний ринок. У 1916 році її перейменували на Хлібну. Саме на початку XX століття сформувалася сучасна забудова вулиці. Під час Другої світової війни вулиці вернули назву Вірменська. У 1958 році її знову перейменували — тепер вона стала називатися іменем Мачтета. А через рік вулиця отримала нову назву — Паші Савельєвої.

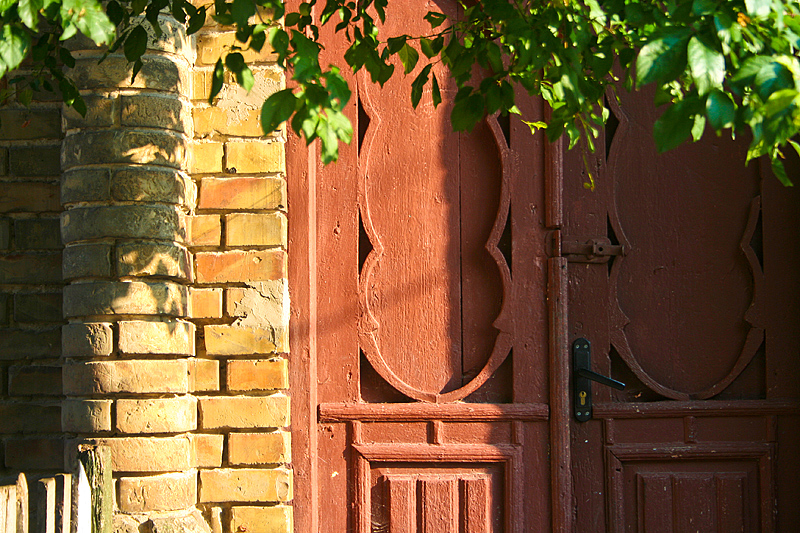
Елемент фасаду

У 2007 році вулицю знову перейменовували. Хоча було звернення вірменської громади міста про повернення вулиці історичної назви, проте їй дали назву Галшки Гулевичівни.

## Забудова
Вулиця сформована будинками цегляного стилю кінця XIX — початку XX століть. Тут також зберігаються оригінальні бордюри та плитка часів Другої Речі Посполитої. На вулиці розміщений давній вірменський храм, який був перебудований у житловий будинок у 1950-х роках. На фасаді будинку, де перебувала Паша Савельєва, знаходиться меморіальна дошка.
Вулиця Галшки Гулевичівни починається від вулиці Данила Галицького, перетинає Караїмську та виходить до берега річки Стир.

## Світлини

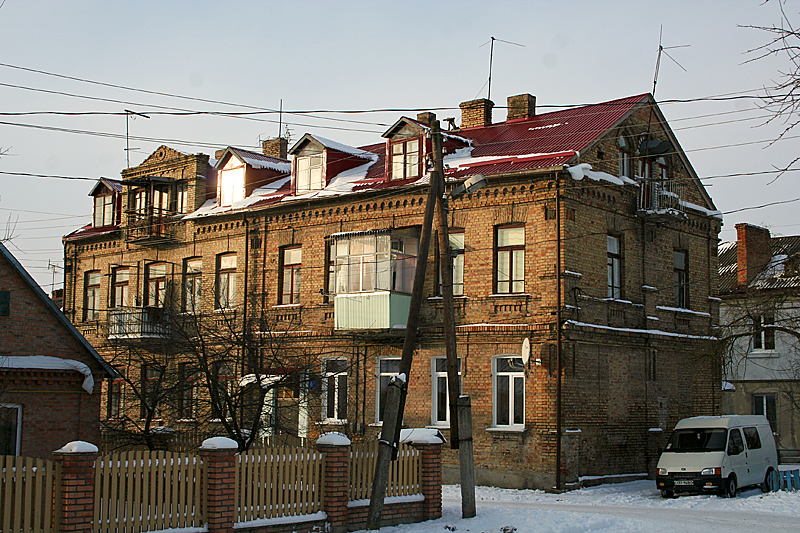
Один зі старих будинків
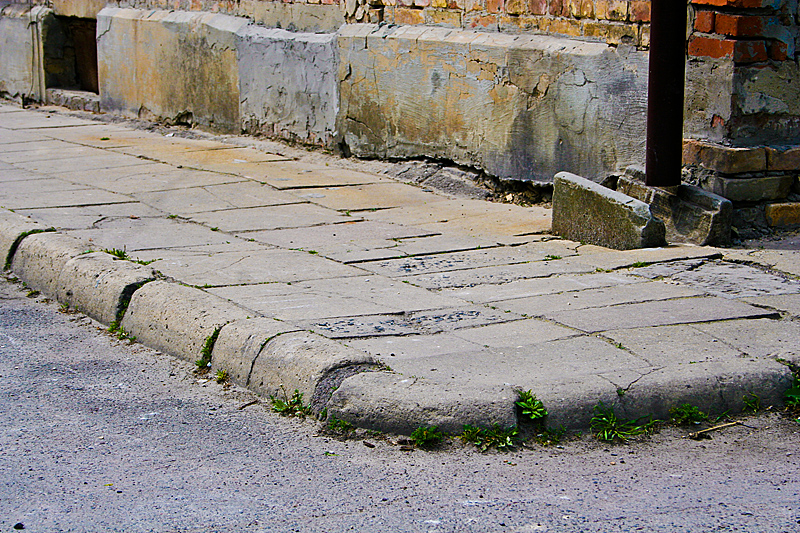
Старі бордюри та плитка
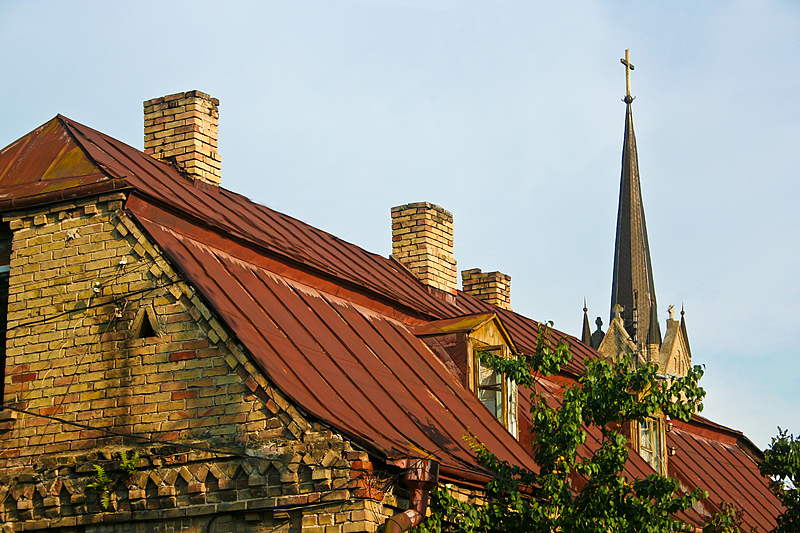
Дах будинку з вулиці та кірха
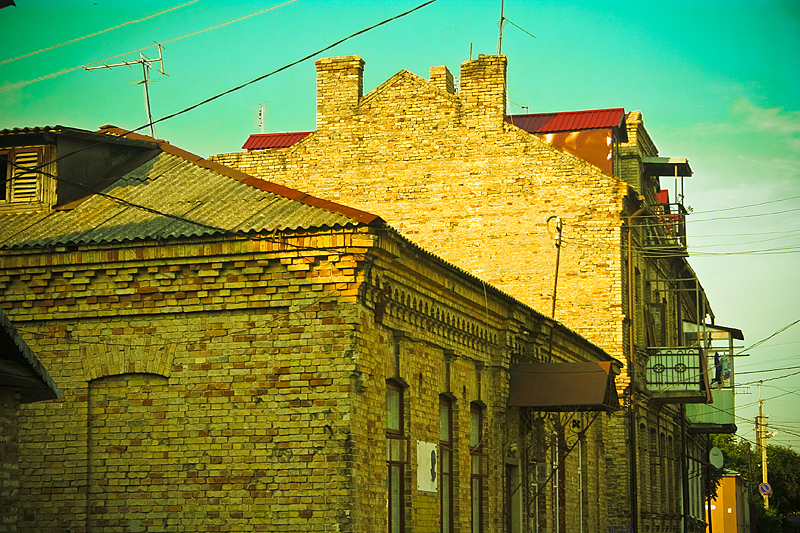
Вулиця
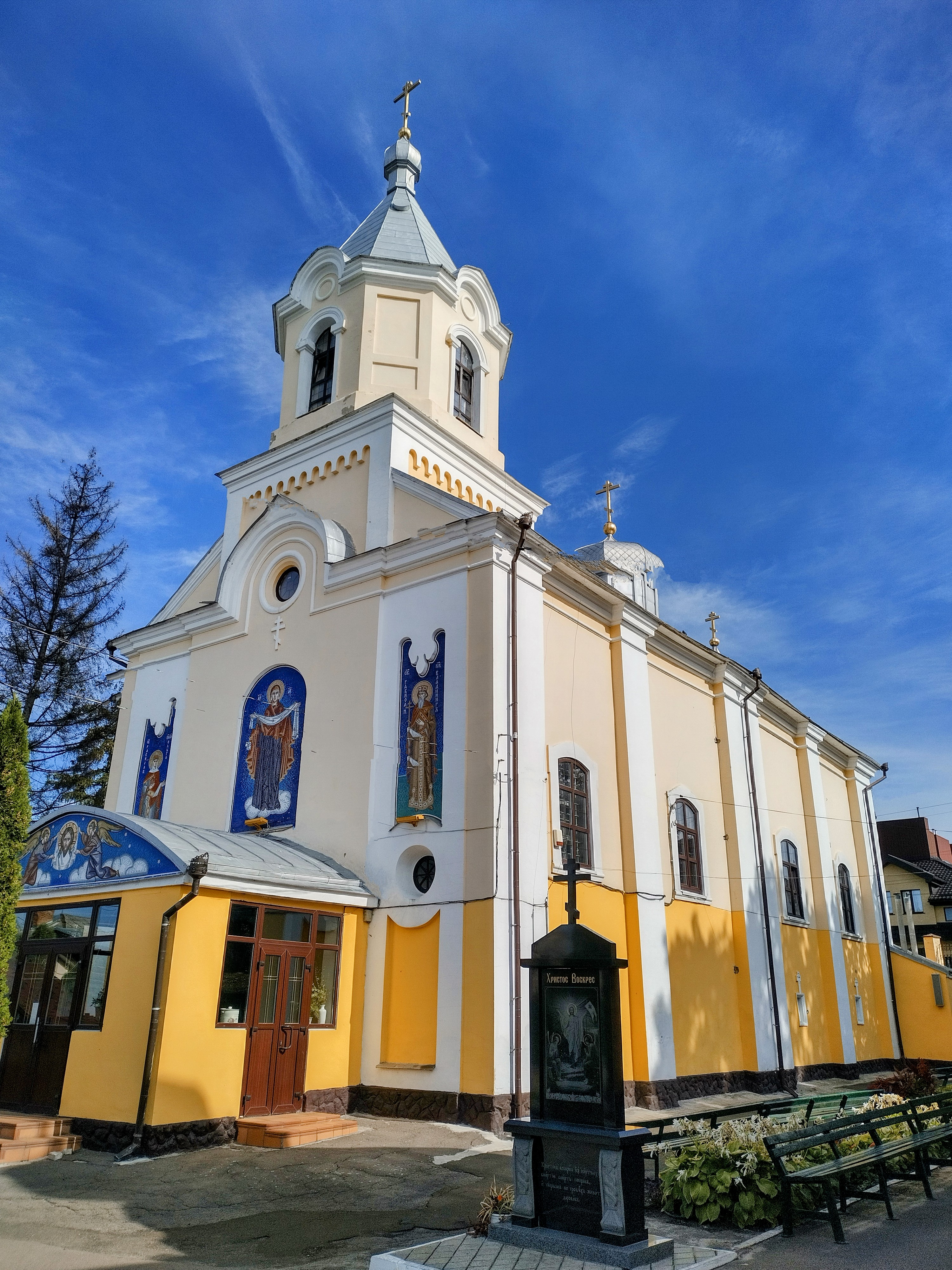
Собор Покрови Пресвятої Богородиці